# Etiopien i olympiska sommarspelen 1964
Etiopien deltog med 12 deltagare vid de olympiska sommarspelen 1964 i Tokyo. Totalt vann de en guldmedalj.

## Medalj

### Guld
- Abebe Bikila - Friidrott, maraton.

## Friidrott
- Tegegne Bezabeh
- Abebe Bikila
- Mamo Sebsibe
- Demissie Wolde
- Mamo Wolde